# Ben Browder
Robert Benedict Browder (Memphis (Tennessee), 11 december 1962) is een Amerikaans acteur, vooral bekend van rollen in de sciencefictionseries Farscape en Stargate SG-1.

## Farscape
In Farscape speelt Browder de rol van de Amerikaanse astronaut John Crichton, die per ongeluk in een ander deel van het heelal terechtkomt. Door een ongelukkige botsing met een ander ruimteschip verongelukt de piloot van dat andere schip, waardoor Crichton continu op de vlucht moet voor diens wraakzuchtige broer.

## Stargate SG-1
In Stargate SG-1 speelt Browder de rol van luitenant kolonel Cameron Mitchell, die na het vertrek van kolonel Jack O'Neill de leiding overneemt van het SG-1 team.
- Biblioteca Nacional de España: XX4886225
- Bibliothèque nationale de France: cb15100384q (data)
- International Standard Name Identifier: 0000 0001 1472 3056
- Library of Congress Control Number: no2005069138
- Nationale Bibliotheek van Tsjechië: xx0173731
- Nationale Bibliotheek van Polen: a0000002466872
- Nederlandse Thesaurus van Auteursnamen: 314946861
- Système universitaire de documentation: 161120369
- Virtual International Authority File: 49519614
- WorldCat: E39PBJqw8GyyDmTmgvdPJkmKh3